# Coupe du Président d'Irlande 2023
Navigation
Édition précédente Édition suivante
La Coupe du Président d'Irlande 2023, en anglais : 2023 President of Ireland's Cup, est la dixième édition de la Coupe du Président une compétition de football qui oppose chaque année en début de saison le vainqueur du championnat et celui de la Coupe d'Irlande. Le champion d'Irlande 2022, les Shamrock Rovers sont opposés au vainqueur de la coupe d'Irlande, le Derry City FC. La rencontre se déroule au Brandywell Stadium à Derry.

## Organisation
La rencontre se déroule le 10 février 2023 au Brandywell Stadium à Derry. C'est la toute première fois de l'histoire de la compétition qu'elle se déroule à Derry.

## Le match

### Présentation de la rencontre
La Coupe du Président 2023 oppose le vainqueur du champion d'Irlande 2022, le Shamrock Rovers Football Club, au vainqueur de la Coupe d'Irlande 2022, le Derry City Football Club. Ces deux clubs ont aussi terminés aux deux premières places du championnat 2022. C'est la première fois que Derry City dispute cette compétition, c'est aussi la première fois qu'elle se déroule en Irlande du Nord.
Cette rencontre de pré-saison, outre le fait d'être le premier trophée de l'année, permet aux deux forces en présence de se jauger et de mettre en avant leurs recrues hivernales. 

### Déroulement de la rencontre
Derry City FC est le premier à se mettre en action. Dès les premières minutes, les derrymens mettent la pression sur leurs adversaires. Daniel Leavy, défenseur central des Shamrock Rovers prend un carton jaune dès la 4e minute. Derry marque très rapidement par Will Patching à la 23e minute puis par Michael Duffy à la 39e. Avant la fin de la première mi-temps Derry a déjà le match quasiment gagné. Les nombreux changements opérés par Stephen Bradley avec les entrée de Graham Burke, Jack Byrne et Neil Farrugia n'y changront rien. Derry aurait même pu aggraver le score si le tir de Patching n'avait pas heurté la barre transversale peu après le début de la deuxième mi-temps.
| 10 février 2023 | Derry City FC | 2-0     | Shamrock Rovers | Ryan McBride Brandywell Stadium |                        |
| 19:45           | Will Patching 23e · Michael Duffy 39e | (2-0)   | | Arbitrage : Neil Doyle          | Arbitrage : Neil Doyle |
| 19:45           | Brian Maher; Ciaran Coll, Mark Connolly, Ben Doherty, Shane McEleney; Sadou Diallo, Michael Duffy (Matthew Ward 87e), Ryan Graydon (Jordan McEneff 65e), Adam O'Reilly, Will Patching ; Cian Kavanagh (Jamie McGonigle 56e). | Équipes | Leon Pohls; Daniel Cleary (Trevor Clarke 46e), Kieran Cruise, Lee Grace, Roberto Lopes; Liam Burt (Graham Burke 46e), Darragh Nugent (Neil Farrugia 46e), Markus Poom, Richie Towell (Jack Byrne 46e), Dylan Watts (Aaron Greene 65e); Johnny Kenny (Simon Power 65). | Arbitrage : Neil Doyle          | Arbitrage : Neil Doyle |

Derry se positionne donc comme l'adversaire principal des Shamrock Rovers dans leur course pour un troisième titre consécutif et aborde la nouvelle compétition avec le plein de confiance.
L'organisation du match a été troublée par une alerte à la bombe. Le Secrétaire d'État pour l'Irlande du Nord Chris Heaton-Harris a été obligé, pour des raisons de sécurité, de quitter le stade avant la fin de la rencontre à cause d'un colis suspect trouvé à proximité du stade. Le Président d'Irlande Michael D. Higgins est lui resté jusqu'à la fin de la rencontre pour donner le trophée à l'équipe vainqueur.